# Герундив
Герунди́в (лат. gerundivum) — одна из нефинитных форм глагола — термин традиционной латинской грамматики, обозначающий пассивное причастие будущего времени с дополнительным оттенком долженствования (например, amandus — тот, которого следует любить; предназначенный для любви). В русском языке похожее значение иногда могут иметь прилагательные на основе пассивных причастий настоящего времени с суффиксом -м-: например, непобедимый означает тот, которого невозможно победить (ср. с нормальными причастиями типа гонимый — тот, которого гонят, а не тот, которого следует гнать).
Показателем герундива в латинском языке является суффикс -nd-; герундив изменяется по образцу прилагательных традиционных I—II склонения.
У латинского герундива имеются две важные синтаксические особенности. Во-первых, он употребляется в составе аналитической конструкции так наз. «пассивного описательного спряжения» (включающей герундив основного глагола и вспомогательный глагол быть’' — как правило, в форме настоящего времени). Формы пассивного описательного спряжения выражают значение необходимости или долженствования, ср. non omnis error stultitia est dicenda (Cicero, De divinatione) не всякая ошибка должна называться глупостью.
Во-вторых, латинский герундив употребляется в составе особой герундивной конструкции, в которой герундив по смыслу соответствует отглагольному существительному, управляющему другим существительным N, но морфологически употреблен как прилагательное, определяющее это существительное N. Такая формально-семантическая асимметрия оказывается возможна во многом как раз благодаря пассивно-долженствовательному значению герундива. Ср. пример герундивной конструкции rem ad colendos agros necessariam (Cicero, De natura deorum II) вещь, для возделывания полей необходимую, буквально необходимую для полей, подлежащих возделыванию / для полей, которые следует возделать. Как можно заметить, более «симметричной» в формально-семантическом плане в таких случаях была бы конструкция не с герундивом, а с герундием (по типу ad colendum agros для возделывания полей). В классическом латинском языке такая конструкция, действительно, была возможна, но по частоте употребления намного уступала «асимметричной» герундивной конструкции. Таким образом, латинский герундив в классическом языке употреблялся в равной степени и для передачи долженствования, и, так сказать, «вместо» отглагольного имени.
За пределами латинской грамматики термин «герундив» практически не применяется; можно отметить его использование во французской грамматической традиции, где термин «gérondif» обозначает деепричастия со значением обстоятельства образа действия (типа en parlant ‘разговаривая’). Такое употребление с теоретической точки зрения нельзя признать удачным, так как в латинском языке в подобной функции употреблялось причастие настоящего времени.
В латинском герундиве частично находит отражение чувашское причастие долженствования, которое употребляется для обозначения действия, которое должно совершиться, но которое в отличие от герундива, имеет не только страдательное, но и действительное значение. Например: хăтармалла (хăтармалли) — liberandus (тот, который должен быть освобождён); манăн вуламалла (мне нужно читать) — mihi legendum est.  